# Erich Schlaikjer
Erich Schlaikjer (* 20. November 1867 in Apenrade, Provinz Schleswig-Holstein, Königreich Preußen; † 10. Februar 1928 in Berlin) war ein deutscher Schriftsteller und Publizist.

## Leben
Er stammte aus der dänischen Familie Schlaikier in Nordschleswig, das seit 1864 zu Preußen gehörte. Der Vater war Spediteur. Erich Schlaikjer besuchte das Lehrerseminar in Hadersleben und arbeitete danach als Volksschullehrer. Er lebte eine Zeit lang in Groß Flottbek bei Hamburg. Seit 1892 war er als Schauspieler aktiv.
1894 siedelte Schlaikjer nach Berlin über und lebte dort als freischaffender Schriftsteller und Publizist. Er schrieb unter anderem für
die  Zeitschrift Die Hilfe und die liberale Tägliche Rundschau von  Friedrich Naumann und Theodor Heuss. Im Simplicissimus veröffentlichte er ebenfalls einen Text. Erich Schlaikjer war in den ersten Jahren linksliberal eingestellt. Er setzte sich in Artikeln für die Rechte der bedrängten dänischen Bevölkerung in seiner Heimat Nordschleswig ein. Dies brachte ihm schärfste Kritik des deutschnationalen Publizisten Karl Strackerjan ein, der ihm
im Ersten Weltkrieg vorwarf, eine Abtrennung Nordschleswigs vom Deutschen Reich durch seine Schriften wirksam zu befördern. 
In den 1920er Jahren vertrat Schlaikjer dann selbst deutschnationalistische und antisemitische Positionen.
Emil Schlaikjer lebte zunächst im Berliner Norden, dann viele Jahre in Lichterfelde in der Hortensienstraße 15 und seit etwa 1923 in Südend.
Er war mit Laura Maria Anna Heldt (1870–1945) seit 1897 verheiratet. Die beiden hatten zwei Söhne.

## Werk
Erich Schlaikjer verfasste einige Dramen, die eine gute Resonanz erhielten. Dazu schrieb er zahlreiche Aufsätze und Artikel. Seine  Kritiken waren oft sehr scharf formuliert und führten daher zu entsprechenden Gegenreaktionen. Er übersetzte auch einige Texte aus dem Dänischen.
Dramen
- Hinrich Lornsen. Ein bürgerliches Trauerspiel in drei Aufzügen, Berlin 1900, mehrere Theaterinszenierungen
- Des Pastors Rieke. Eine Komödie in 3 Aufzügen, Berlin 1902, mehrere Theaterinszenierungen, unter anderem vom Kleinen Theater in Berlin; eine niederländische Übersetzung Rika van den dominee, comedie in drie bedrijven
- Der lahme Hans. Ein Drama, München 1905, mehrere Theaterinszenierungen
- Außerhalb der Gesellschaft. Ein Drama, München 1908

Aufsätze
- Berliner Kämpfe. Gesammelte litterarische Aufsätze, Buchverlag der "Hilfe", Schöneberg 1901
- Im Kampf mit der Schande. Gesammelte Aufsätze aus dunkler Zeit

- Geschichte und Wertzeichen der "Privatpost Courier" in Zeitz 1893–1900, in Beiträge zur Geschichte d. Post u. Philatelie in Zeitz, Städtisches Museum Moritzburg, Zeitz 1966